# Imset
| i | im · z | ti | i |

| i | im · z | ti | i |

Imset, tudi Imseti, Amset, Amseti, Mesti in Mesta, poslovenjeno v Dobrotnik, je bil staroegipčansko pogrebno božanstvo in eden od Horovih sinov, povezan s kanopskimi vrči, zlasti s tistim, v katerem so bila jetra. Ker so stari Egipčani imeli jetra za sedež človekovih čustev, Imset na vrčih nikoli ni bil upodobljen kot žival, tako kot njegovi bratje, ampak kot človek. Imsetova zaščitnica je bila boginja Izida, on pa pokrovitelj južne smeri neba. Z njim sta bila zaradi povezave z jetri povezana tudi zlomljeno srce ali smrt zaradi eksplozije čustev. 

## Sklic
1. ↑  W.C. Hayes: The Scepter of Egypt I, New York 1952, ISBN 0-87099-578-2, str. 321.